# La Chaise-Baudouin
La Chaise-Baudouin ist eine französische Gemeinde mit 443 Einwohnern (Stand: 1. Januar 2022) im Département Manche in der Region Normandie. Sie gehört zum Kanton Isigny-le-Buat und zum Arrondissement Avranches. 
Nachbargemeinden sind La Trinité im Nordwesten, Chérencé-le-Héron im Nordosten, Saint-Jean-du-Corail-des-Bois und Saint-Nicolas-des-Bois im Osten, Notre-Dame-de-Livoye im Südosten, Saint-Georges-de-Livoye im Süden, Tirepied-sur-Sée im Südwesten und Le Parc im Westen.

## Bevölkerungsentwicklung
| Jahr      | 1962 | 1968 | 1975 | 1982 | 1990 | 1999 | 2008 | 2018 |
| --------- | ---- | ---- | ---- | ---- | ---- | ---- | ---- | ---- |
| Einwohner | 523  | 486  | 426  | 452  | 439  | 396  | 434  | 470  |

## Sehenswürdigkeiten

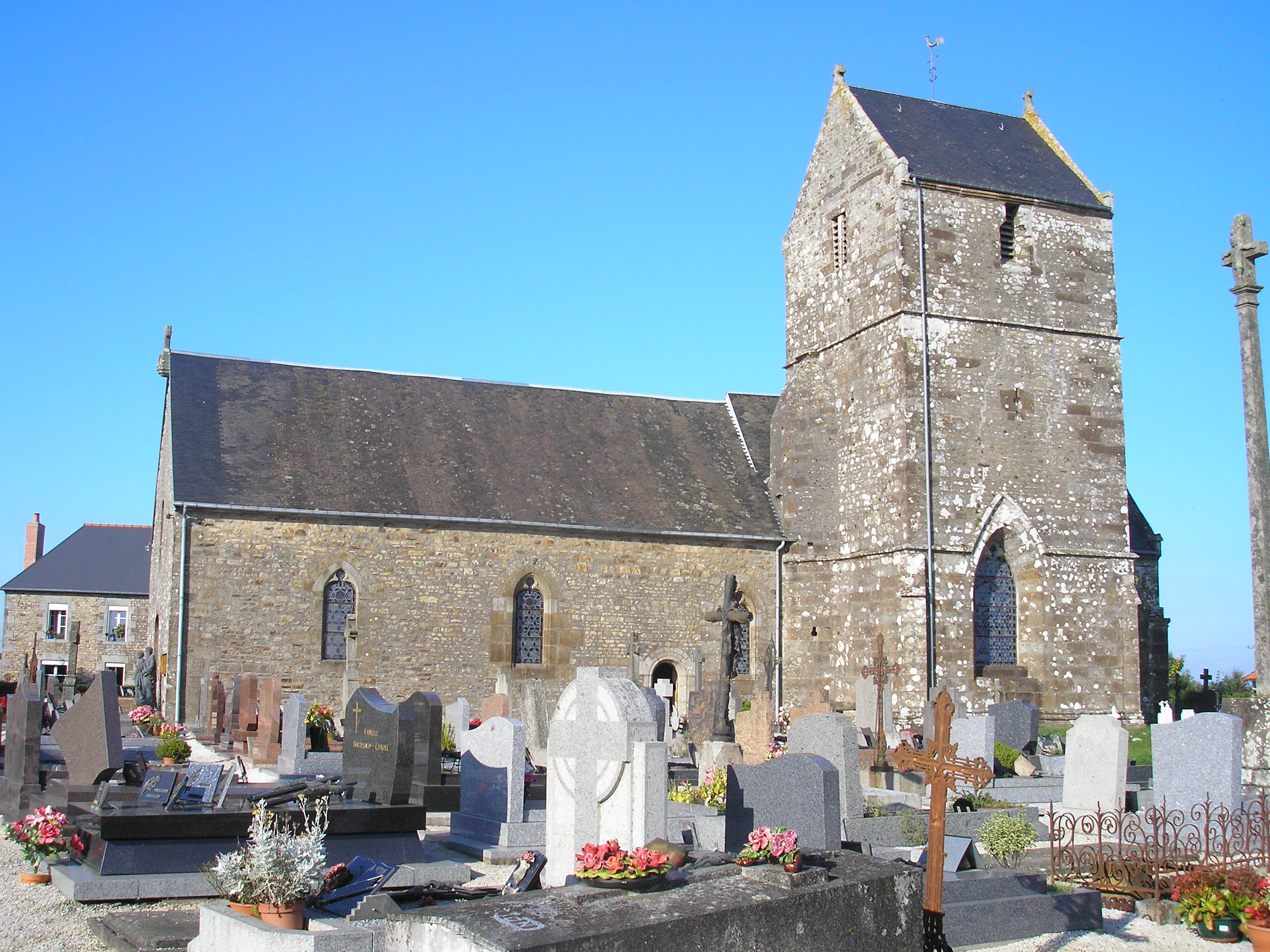
Kirche Saint-Ouen

- Kirche Saint-Ouen